# 横根トンネル
横根トンネル（よこねトンネル）は、山形県西置賜郡小国町にあるトンネル。

## 概要
国道113号が通る。全長690m。1970年に竣工した。かつて山形県小国町から新潟県へ抜けるためには旧道の山を迂回するルートを行かなければいけなかったが、横根トンネルの開通でスムーズとなった。
トンネルの位置する小国町は県内でも有数の豪雪地帯として知られ、2012年3月1日には横根トンネル上部の雪崩防止柵から雪が落下し、道路をふさぐという事態も過去に発生している。

## 周辺
- 道の駅白い森おぐに
- 横根スキー場